# Operacija Skok-1
Operacija Skok 1 je bila jednodnevna akcija HV-a i HVO-a, kada su Srbi 7. travnja 1995. ponovno poraženi na Dinari. Oslobođeno je dodatnih 75 četvornih kilometara. Hrvatske su se snage proširile bočno, prema zapadnoj strani, pa je time sigurnost postrojbi na Dinari postala stabilnija, a posebice sigurnost Livanjskog polja.

## Cilj operacije
Operaciji Skok 1 prethodila je operacija Zima '94 tijekom koje je zauzeta glavnina Livanjskog polja i važni visovi planine Dinare. Međutim, operacija Zima '94 završila je na Badnjak 1994. i zauzeti položaji nisu bili dovoljno povoljni.
Cilj provedbe operacije je bio zauzeti povoljnije položaje na Dinari u područjima Crvene Grede i Zelenog Brda, približiti se selu Uništa i selu Cetina te isključiti mogućnost protunapada neprijatelja iz smjera sela Uništa.

### Hrvatske postrojbe
- 4. gardijska brigada HV

- 7. gardijska brigada HV
- 126. domobranska pukovnija

## Rezultat operacije
Na planini Dinari iznad Knina hrvatske postrojbe oslobodile su područje širine 15, a dubine 5 km, ukupne površine 75 četvornih kilometara. Zauzet je i strateški iznimno važan vrh Veliki Bat iznad sela Uništa s kojeg se mogao vizualno uočiti i grad Knin. HV je stavio pod paljbeni nadzor neprijateljska uporišta na području Uništa i Cetine; pokušaji neprijatelja, koji je djelovanjem topništva iz okruga sela Cetine (teritorij Republike Hrvatske) prekršio Zagrebački sporazum, da u protunapadima vrati izgubljene položaje, nisu uspjeli. Poginuli pripadnici HV u toj operaciji su Robert Raić pripadnik 14.TRD HV, Tomislav Krajnik iz Lobora u Hrvatskom zagorju, pripadnik 7.GBR HV i dr.
Važan segment operacija na Dinari bio je zahtjevan i iznimno težak posao probijanja cesta na vrlo nepristupačnom planinskom području putem kojih se na najviše visove Dinare moglo dopremiti teško naoružanje - topovi i tenkovi. Probijanje cesta obavila je inženjerija HV i HVO-a pod vodstvom generala Ljube Ćesića Rojsa. Time je učinjen kolosalni strateški preokret - do tada nepristupačna planina Dinara postala je glavna cesta prilaza tenkovima HV-a, što će posebno doći do izražaja u predstojećoj operaciji "Oluja".